# Приштинский международный кинофестиваль
Приштинский международный кинофестиваль, также известный как Приштинский кинофестиваль и PriFilmFest, ежегодно проводится в Приштине, столице Косово. В рамках него демонстрируются киноленты из балканских стран и из других государств. Также он призван привлечь международное внимание к косовской киноиндустрии. Фестиваль появился вскоре после провозглашения независимости Косово в 2008 году. Первый состоялся в 2009 году, и в его проведении принимала участие актриса Ванесса Редгрейв. В 2015 году фестиваль был отменён из-за сокращения финансирования Министерством культуры Косово. Таким образом, 7-й фестиваль, который должен был состояться с 24 апреля по 1 мая 2015 года, был проведён в Тиране, столице Албании, с 24 по 25 апреля и носил название «PriFest в изгнании».

## История
После провозглашения независимости Косово в 2008 году местная общественность стала искать пути продвижения своего культурного и художественного имиджа. Вьоса Бериша «разработала проект по продвижению Косово на международном уровне и созданию лучшего образа Косово», которым и стал «PriFilmFest», его художественным руководителем стала сама Бериша. Организаторы представили предложение о проведении фестиваля в июне 2009 года, председательствовать на котором должна была актриса Ванесса Редгрейв. Его перенесли на сентябрь. По состоянию на октябрь 2009 года «PriFilmFest» был одним из пяти функционировавших тогда косовских кинофестивалей, появившихся с 2002 года.
Организаторы «PriFilmFest» утверждали, что миссия их фестиваля состояла в том, чтобы «открыть двери новейшей страны в мире, Косово, приветствовать различные культуры мира через кинематограф, используя его в качестве средства для содействия открытому диалогу между культурами и нациями». Свою цель они видели в привлечении иностранных режиссёров и продюсеров и в продвижении косовских фильмов. Они также заявляли, что Косово должно быть известно не только политическими событиями, происходившими в нём, но и своей культурой. Бериша признавалась, что при организации «PriFilmFest» была вдохновлена опытом Сараевского кинофестиваля, «заявившем о городе на международном уровне».
Каждый из победителей конкурсных программ фестиваля награждается статуэткой «Золотой богини», прототипом которой послужила «Богиня на троне», неолитическая терракотовая скульптура богини-матери, обнаруженная в Косово в 1960 году и ставшая символом города.
Помимо Бериши к основателям фестиваля относятся Орхан Керкези, Фатос Бериша и Фатон Хасимья.
23 июня 2022 года Вьоса Бериша скончалась.